# 小孩不笨
《小孩不笨》，是一套2002年新加坡社会讽刺喜劇電影，由新傳媒星霖電影公司發行，新加坡著名電影人梁智強自編自導自演。除了梁志强外，向雲、劉謙益、黄柏儒、傅麗玲、秦顺薏、李創銳、洪賜健、陳雪兒、李國煌及王振復等人演出。2002年2月於新加坡上映時，曾連奪四週票房冠軍，創下380多萬新加坡元的票房記錄。同年6月20日在香港上映，截至2023年4月21日，共获得了54.8万美元的票房，並提名2003年第22屆香港電影金像獎最佳亞洲電影，但最後敗給韓國電影《我的野蛮女友》。

## 簡介
故事透過三個小孩讓觀眾看出新加坡政府的教育政策如何影響社會上每個人的生活，講述新加坡政府教育制度的弊病，包括能力分班、新加坡華語問題等。
在此片中使用到的語言有：華語（普通话）、英语及新加坡當地盛行的漢語方言：新加坡福建話（泉漳片闽南语）。此片在同樣使用泉漳片閩南語的臺灣也是相當受歡迎，电视台時常重播。本片後來也改編成同名電視劇《小孩不笨》，由電影原班人馬演出，而後來梁智強也推出了同名漫畫。

## 劇情
三個學業成績都不好的小孩劉國彬、洪文福、邱達利在進入EM3這種「後段班」之後，小小的心靈才逐漸的感受到殘酷的現實社會對小孩也沒有優待。老師的看不起、同學們的輕視以及父母們的期待都使得他們非常苦悶，三人也在一起成了最好的朋友。
國彬的媽媽給他的壓力最大，因為劉媽媽深受沒有文憑之苦不希望兒子步她後塵，因此奉行的是嚴加管教，對於國彬的繪畫愛好一點都不重視。文福的媽媽因為丈夫坐牢，一個人努力支撐家庭而無暇去管教他，採取的是放任自流的態度。但是好強的文福從被就讀EM1的表哥刺激之後激起自尊心，發誓一定要證明自己的能力。達利是生在有錢人家的小孩，做事沒有主見，什麼都聽母親的，過的也是一團糟。
孩子們的父母也是一堆事情，國彬的爸爸在廣告公司一直得不到認可，因為老板和客戶都相信外聘人才，不信本土人。達利的爸爸也因為競爭對手的緊逼而生意日漸下滑，找了廣告公司的創意卻不奏效。
新來的女老師卻對EM3的同學們不歧視，鼓勵他們要努力，發揮特長。在老師的鼓勵下，文福和達利都有了起色，可是國彬的成績依然沒有明顯的提升，在看到電視上有兒童因為成績不好而自殺的消息，因而興起自殺的念頭。後來因為警察攔阻才撿回一命，父母也覺得造成這一切特別無奈。
達利被父親開除的員工綁架，文福為了救他也被歹徒一起綁走。逃脫的國彬依靠自己的繪畫特長將犯人的容貌逼真地畫出來，對於營救他們起到關鍵作用，達利和文福最後成功逃了出來。國彬的媽媽由於患病需要換骨髓，在老師的號召下，同學們和父母都來驗血看能否挽救她。最終達利的骨髓符合要求，可父母卻不同意，但在他的堅持下終於做了骨髓移植手術。國彬的爸爸為了感謝他們，專門為達利父親生產的肉乾做了全新的創意，也使他們的生意渡過難關。經過一系列的事情，文福的成績有了顯著的提高，達利也終於學會自己獨立思考，而國彬因為繪畫方面的天賦即將到美国深造。最後片尾達利說出了諷刺觀賞電影的人們。

## 演員表
| 演員           | 角色            | 备注                       |
| 梁智強         | 劉先生          | 廣告公司製作人，劉國彬爸爸 |
| 向雲           | 劉太            | 劉國彬媽媽                 |
| 劉謙益         | 邱先生 (Jerry)  | 好朋友肉乾老闆             |
| 陳美稟         | 邱太            | Terry媽媽                  |
| 黃柏儒         | 邱達利 (Terry)  | EM3學生                    |
| 洪賜健         | 洪文福          | EM3學生                    |
| 李創銳         | 劉國彬          | EM3學生                    |
| 陳雪兒         | 邱欣蓮 (Selena) | Terry的姐姐                |
| 溫淑如         | 李素貞          | EM3新來的班導師            |
| 鄭咸斌         | 洪忠明          | 文福的表哥                 |
| 林桂葉         | 忠明母          | 文福的姑媽                 |
| 王翠瑩         | 文福母          |                            |
| 王舒儀         | 林老師          |                            |
| 王慧瑩         | 朱老師          |                            |
| 徐冰           | 華文老師        |                            |
| 潘皇升         | 校長            |                            |
| Harlow Russell | John            | 廣告公司創意總監           |
| 黃定賢         | 康先生          | 廣告公司老闆               |
| 鄭世童         | 中國經理        |                            |
| 梁榮耀         | Ben             | 劉先生同事 創意組主任      |
| 李國煌         | 綁匪            |                            |
| 程旭輝         | 美髮師          | 客串                       |
| 莫小玲         | 訓導主任        |                            |
| 王振復         | 台灣同事        |                            |
| 藍欽熹         | 桌頭            |                            |
| 鍾耀南         | 警探            |                            |

## 獎項
- 第二十二屆香港電影金像獎
  - 最佳亞洲電影提名

## 外部連結
- Production Notes. Mediacorp Raintree Pictures. Raintree Pictures.
- 互联网电影数据库（IMDb）上《小孩不笨》的资料（英文）
- 豆瓣电影上《小孩不笨》的資料 （简体中文）
- 香港影庫上《小孩不笨》的資料（繁體中文）